# 第二千島海峽
第二千島海峽（Второй Курильский пролив）是俄羅斯的海峽，由薩哈林州負責管轄，連接鄂霍次克海和太平洋，該海峽將千島群島的占守岛和幌筵岛分離。中心座標50°43′00″N 156°10′00″E / 50.7166667°N 156.1666667°E。長約30公里、寬1.5公里，最大水深30米，平均潮汐高度約1米。